# Pablo Zegarra
Pablo Zegarra (Lima, 1º aprile 1973) è un allenatore di calcio ed ex calciatore peruviano, di ruolo centrocampista.